# British Cycling
British Cycling ist der nationale britische Radsportverband. Gegründet wurde er 1959 als Zusammenschluss mehrerer vorheriger Verbände. Er organisiert den Radsport in Großbritannien, der Isle of Man und den Kanalinseln, nicht jedoch in Nordirland. Er ist Mitglied des Radsport-Weltverbands UCI, wo seine Athleten unter dem Namen Großbritannien und der Flagge des Vereinigten Königreichs antreten.

## Geschichte
Eine Vorgängerin von British Cycling war die National Cyclists' Union (NCU), die ab 1883 bestand. In Großbritannien war Radsport ein Sport der Arbeiterklasse und die vermögenden „Upper Classes“ dagegen eingestellt. Um ein drohendes Verbot des Radsports zu umgehen, untersagte der Verband Rennen auf der Straße und organisierte solche auf Radrennbahnen und geschlossenen Rundstrecken, wahrscheinlich auf Druck von Polizei und Politik hin. Resultat war, dass sich das Road Racing Council formierte, das sich später zunächst in Road Time Trials Council (RTTC) umbenannte und heute Cycling Time Trials (CTT) heißt. Das Road Racing Council propagierte Zeitfahren, die meist morgens und vor wenig Publikum stattfanden, um kein Aufsehen zu erregen, und organisierte den Wettbewerb British Best All-Rounder. Die NCU sperrte Fahrer und Clubs, die sich an diesen Wettbewerben beteiligten.
1942 versuchte einer der damals besten britischen Fahrer, Percy Stallard, Druck auf die NCU auszuüben, Radrennen auf der Straße zuzulassen. Als sein Vorstoß zurückgewiesen wurde, organisierte er ein Rennen von Llangollen nach Wolverhampton und wurde dafür vom Verband gesperrt. Daraufhin gründeten er und Mitstreiter einen neuen Verband, die British League of Racing Cyclists (BLRC). Dieser Verband hatte großen Zulauf und organisierte Straßenrennen, so etwa ein Rennen von Brighton nach Glasgow, aus dem sich die Tour of Britain entwickelte, und entsandte Mannschaften zu Rennen außerhalb der britischen Insel. Erfolge von britischen Fahrern bei der Internationalen Friedensfahrt führte zur ersten Entsendung einer nationalen Mannschaft zur Tour de France im Jahre 1955.
Die Verbände BLRC und NCU blieben weiterhin Konkurrenten. Eine Mitgliedschaft in dem einen Verband schloss eine solche im anderen Verband aus. Auch die führende damalige Radsportzeitschrift Cycling schlug sich auf eine Seite, die von NCU und RTTC. Erst auf Druck des Weltradsportverbandes Union Cycliste Internationale (UCI) schlossen sich die beiden Verbände 1959 zur British Cycling Federation (BCF) zusammen, gegen den Widerstand von Percy Stallard, der bis zu seinem Tode im Jahre 2001 der Meinung war, dass dieser Zusammenschluss ein Fehler war.
Seit dem Zusammenschluss mit weiteren Verbänden wie dem BMX- und dem Mountainbikeverband lautet der neue Name British Cycling. Der RTTC hingegen blieb ein eigener Verband, veranstaltet aber die nationalen Zeitfahr-Meisterschaften gemeinsam mit British Cycling. Im Oktober 2014 gab der Verband bekannt, zum ersten Mal in seiner Geschichte mehr als 100.000 Mitglieder zu haben, unter denen sich 15.500 Frauen befinden; noch im Jahr 2005 hatte British Cycling lediglich 15.000 Mitglieder. 50.000 neue Mitglieder gewann der Verband seit den Olympischen Spielen 2012 in London hinzu.
Der Verband ist Mitglied der Union Européenne de Cyclisme, der UCI und der British Olympic Association. Der Sitz des Verbandes befindet sich seit 1994 im National Cycling Centre im Manchester Velodrome.
Im Mai 2023 kündigte der Verband an, Transfrauen von Frauenwettbewerben künftig auszuschließen. Transfrauen, Transmänner und Nichtbinäre können nach den neuen Richtlinien gemeinsam mit den männlichen Sportlern bei Wettbewerben in der „open category“ antreten. Ähnliche Richtlinien waren zuvor von UK Athletics und Swim England erlassen worden. Der Verband verwies auf Studien, nach denen Transfrauen auch nach einer geschlechtsangleichenden Maßnahme mit gesenkten Testosteronwerten einen deutlichen Leistungsvorteil haben.

## Strukturen

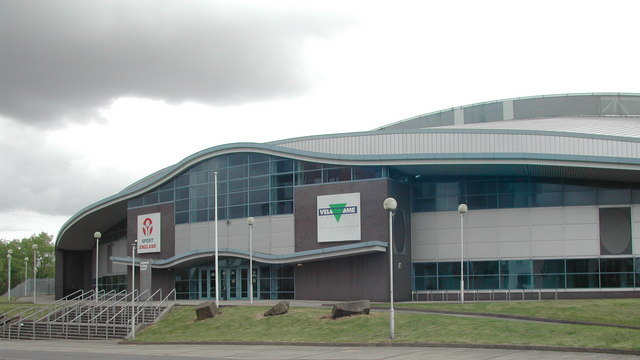
Im Manchester Velodrome befindet sich der Sitz von British Cycling.

Die Strukturen von British Cycling sind aufgrund historischer Entwicklungen kompliziert. Der Verband betreut den Straßenradsport, den Bahnradsport, Cyclocross, BMX und Mountainbike, Cycle Speedway und Zeitfahren auf der Straße in Schottland.
British Cycling ist in mehrere regionale Körperschaften unterteilt:
| Nation or territory | Regional body                   |
| ------------------- | ------------------------------- |
| England             | kein eigener Verband            |
| Schottland          | Scottish Cycling                |
| Wales               | Welsh Cycling                   |
| Isle of Man         | Isle of Man Cycling Association |
| Gibraltar           | Gibraltar Cycling Association   |
| Jersey              | Jersey Cycling Association      |

Es gibt keine nationale Körperschaft für England, weil das nicht von der UCI akzeptiert wird. Außerhalb der Commonwealth Games gibt es deshalb keine englischen Teams.
Der Radsport in Nordirland wird von Cycling Ulster organisiert, das dem Verband Cycling Ireland angehört.

## Team Sky
Das Team Sky, seit 2020 Ineos Grenadiers, ist ein Profiteam, dessen Gründung von British Cycling angeregt wurde. Präsident und Vizepräsident von BC sind auch in der Leitung des Teams tätig. Es besteht seit 2010 und wurde anfangs von dem Fernsehsender Sky gesponsert.

## British Cycling Hall of Fame
Am 17. Dezember 2009 wurde die British Cycling Hall of Fame mit 50 Mitgliedern eingeweiht, anlässlich des 50. Geburtstages des Verbandes. Im August 2011 wurde die Ausstellung zur bis dahin lediglich virtuell existierenden „Hall of Fame“ im Manchester Velodrome eröffnet.